# Justicia loretensis
Justicia loretensis är en akantusväxtart som beskrevs av Gustav Lindau. Justicia loretensis ingår i släktet Justicia och familjen akantusväxter. Inga underarter finns listade i Catalogue of Life.